# Wilfried Sanou
Wilfried Sanou (* 16. März 1984 in Bobo-Dioulasso, Burkina Faso) ist ein ehemaliger burkinischer Fußballspieler. Er spielte zuletzt in der zweiten Liga in Japan bei Kyōto Sanga. Der Stürmer vertrat ebenfalls sein Heimatland.

## Vereinskarriere

### Jugend
Sanou spielte die letzten Jahre seiner Jugend in der burkinischen Fußballakademie Planète Champion International in Ouagadougou. In dieser Fußballschule in der burkinischen Hauptstadt wurde auch der ehemalige Bundesligaspieler Jonathan Pitroipa ausgebildet.

### Österreich und Schweiz
Im Sommer 2001 wechselte Sanou nach Österreich zur WSG Swarovski Wattens. Nach einer Zwischenstation beim FC Tirol Innsbruck wechselte der Burkiner im Sommer 2002 zum FC Sion in die Schweiz.

### SC Freiburg
Sein erster Vertrag in der deutschen Fußball-Bundesliga wurde ihm im Juni 2003 beim SC Freiburg angeboten. Der 1,65 Meter große Stürmer wurde in seiner ersten Saison 24-mal eingesetzt und erzielte dabei drei Tore. In seiner zweiten Saison stieg er mit dem SC in die Zweite Bundesliga ab. Es lief auch für Sanou persönlich nicht besonders gut; Trainer Volker Finke ließ den Angreifer nur siebzehnmal von Beginn an spielen, er schoss zwei Tore bei insgesamt 22 Einsätzen. Wilfried Sanou feiert seine Tore per Salto mit anderen Überschlägen kombiniert.
2006 bildete Volker Finke ihn zum Außenverteidiger aus. Zu Beginn der Saison 2007/08 gehörte er zur Stammformation und avancierte zum Leistungsträger im offensiven Mittelfeld. Beim Spiel gegen den FC Erzgebirge Aue zog sich Sanou bei einem Zweikampf einen Kreuzbandriss zu und musste für sechs Monate pausieren.

### 1. FC Köln
Im Sommer 2008 wechselte er ablösefrei zum Bundesligaaufsteiger 1. FC Köln. Dort unterschrieb er einen Zwei-Jahres-Vertrag. Bei den Kölnern konnte er sich nur schwer durchsetzen und avancierte nicht zum Stammspieler.
Am 25. Januar 2010 wurde bekannt, dass Sanou seinen bis zum 30. Juni 2010 bestehenden Vertrag um ein Jahr verlängerte, gleichzeitig wurde er bis Jahresende an die Urawa Red Diamonds ausgeliehen. In der J-League stand er in 26 Spielen auf dem Platz und erzielte dabei zwei Tore.
Vom 1. Januar 2011 bis Ende August 2011 stand er wieder im Kader der Kölner. Eine Vertragsverlängerung erhielt er dann jedoch nicht mehr. Daher war er ab Juli 2011 vereinslos.

### Kyoto Sanga
Am 26. April 2012 unterschrieb Sanou nach einem mehrwöchigen Probetraining einen Vertrag beim japanischen Zweitligisten Kyōto Sanga.

## Nationalmannschaft
Wilfried Sanou spielte bei der Junioren-Fußballweltmeisterschaft 2003 für Burkina Faso, bevor er zur A-Nationalmannschaft seines Landes berufen wurde, für die er am 9. Oktober 2010 im Spiel gegen Gambia sein Debüt gab, als er in der 70. Spielminute für Aristide Bancé eingewechselt wurden.

## Erfolge
- 1 × Österreichischer Meister mit dem FC Tirol Innsbruck 2002
- 2 × Teilnehmer am Afrika-Cup mit Burkina Faso 2010 und 2013
- 1 × Vizeafrikameister mit Burkina Faso 2013